# Pittodrie Stadium
Pittodrie Stadium (ofte bare kaldet The Pittodrie) er et fodboldstadion i Aberdeen i Skotland. Stadionet er hjemmebane for Premiership-klubben Aberdeen FC. Det har plads til 22.199 tilskuere, og alle pladser er siddepladser. Pittodrie Stadium blev indviet i 1899, og har været Aberdeen FC's hjemmebane siden 1903.